# Квинт Корнелий Прокул
Квинт Корнелий Прокул (лат. Quintus Cornelius Proculus) — римский государственный деятель середины II века.
О происхождении Прокула нет никаких сведений. В 146 году он находился на посту консула-суффекта вместе с Луцием Эмилием Лонгом. Между 161 и 162 годом Прокул занимал должность проконсула провинции Азия. Больше о нём ничего неизвестно.